# LaLa
《라라》(LaLa)는 하쿠센샤에서 발행하는 일본의 소녀 만화 잡지이다. 매월 24일에 발행된다. 1976년 《하나토유메》의 자매지로 창간되었으나, 자매지 《LaLa Dx》가 창간되고 독립하였다. 그러나 단행본이 "하나토유메 코믹스" 레이블로 발행되기 때문에 하나토유메와 완전히 관련 없다고 말할 수는 없다.

## 연재 중인 만화
2021년 기준
- 빨강머리 백설공주 (아키즈키 소라타)
- 가짜여친 (하야시 마카세)
- 리버스X리버스 (아마노 시노부)
- 우라카타 (하토리 비스코)
- 너는 봄에 눈을 뜬다 (시마 아사토)
- 학원 베이비시터즈 (도케이 노하리)
- 너 같은건 절대로 (다나카 메카)
- 사이오지 형제한테 곤란해지는 것도 나쁘진 않아 (하루미 히츠지)
- 아이돌 DTI (후유 나츠아키)
- 도서관 전쟁 LOVE & WAR (유미 키이로, 원작 : 아리카와 히로시)
- 나츠메 우인장 (미도리와 유키)
- 오래도록 잘 부탁 드립니다 (이케쥰코)
- 유비 토쿠코는 조용히 살고 싶어 (나카노 에미코)
- 4차원 ( にざかな, 니자카나 )
- 고부 교실 (카기와야 키쿠조)

## 만화
- 그남자 그여자
- 금색의 코르다
- 도서관 전쟁
- 뱀파이어 기사
- 빨강머리 백설공주
- 오란고교 호스트부
- 회장님은 메이드사마

## 관련 잡지
- 하나토유메
- 라라 디럭스